# تعليم العلوم والتقانة والمجتمع والبيئة
ينشأ تعليم العلوم والتقانة والمجتمع والبيئة (STSE) من حركة العلوم والتقانة والمجتمع (STS) في تعليم العلوم. هذه نظرة على تعليم العلوم تؤكد على تدريس التطورات العلمية والتكنولوجية في سياقاتها الثقافية والاقتصادية والاجتماعية والسياسية. في وجهة النظر هذه لتعليم العلوم، يتم تشجيع الطلاب على الانخراط في القضايا المتعلقة بتأثير العلم على الحياة اليومية واتخاذ قرارات مسؤولة حول كيفية معالجة مثل هذه القضايا.